# Simon Toyne
Pour les articles homonymes, voir Toyne.
Simon Toyne, né le 29 février 1968 à Cleethorpes dans le comté du Lincolnshire, est un écrivain britannique.

## Biographie
Simon Toyne naît à Cleethorpes dans le comté du Lincolnshire en 1968. Il étudie l'anglais et l'art dramatique à l'université Goldsmiths à Londres. Pendant plus de vingt ans, il travaille comme réalisateur, producteur et scénariste pour la télévision britannique.
En 2011, il publie le thriller Sanctus. Ce récit devient un best-seller à sa sortie en Grande-Bretagne. Face à ce succès, Toyne transforme ce premier roman en premier tome d'une trilogie qu'il poursuit avec le roman The Key en 2012 et termine avec le titre The Tower en 2013. 
En 2015, il entame une nouvelle série avec le thriller Solomon Creed.

## Œuvres

### TrilogieSanctus
- Sanctus (2011) Publié en français sous le titre Sanctus, traduction de Patrick Dusolier, Paris, Presses de la Cité, 2012
- The Key (2012)
- The Tower (2013)

### SérieSolomon Creed
- Solomon Creed ou The Searcher (2015)
- The Boy Who Saw (2017)

### SérieLaughton Rees
- Dark Objects (2022)
- The Clearing (2023)